# Tina Leijonberg
Ella Katarina Leijonberg (Eslöv, 11 de febrero de 1962) es una presentadora de televisión y cantante sueca.
Participó por vez primera en el Melodifestivalen en su edición de 1993 con el tema "Närmare Dig" ("Más Cerca De Ti"). Dos años más tarde, junto a la cantante Monica Silverstrand volvió a probar suerte, esta vez con el tema "Himmel På Vår Jord".
Sin embargo, Leijonberg no alcanzó el éxito hasta sustituir a Alice Bah como presentadora de "Söndagsöppet" en 1996. Dicho programa de televisión, creado en 1990, tuvo una duración de 27 temporadas y supuso también el lanzamiento de otras artistas del país como fue el caso de Pernilla Wahlgren. 
Su trabajo como presentadora lo compaginó con varios trabajos como actriz en televisión y cine.

## Filmografía
- 1999 - "Bäddat För Sex"
- 1994 - "Tre kronor"
- 1994 - "Pillertrillaren"
- 1993 - "Härifrån Till Kim"

Véase también:
- Melodifestivalen 1993
- Melodifestivalen 1995